# Tauschia nudicaulis
Tauschia nudicaulis är en flockblommig växtart som beskrevs av Diederich Franz Leonhard von Schlechtendal. Tauschia nudicaulis ingår i släktet Tauschia och familjen flockblommiga växter. Inga underarter finns listade i Catalogue of Life.